# Kim André Arnesen
Kim André Arnesen (Trondheim, 28 novembre 1980) è un compositore norvegese.

## Biografia
Kim André Arnesen fu educato al Conservatorio di Trondheim, in Norvegia. Ricevette lezioni di composizione da artisti quali Henning Sommerro, Terje Bjørklund e Odd Johan Overøye. Come compositore, si presentò nel 1999 con il coro maschile della Cattedrale di Nidaros. Da quel momento, cominciò a scrivere brani per vari cori. Arnesen è un membro eletto della Società Norvegese dei Compositori. Nel 2010, la sua prima Opera fu presentata nella Cattedrale di Trondheim a Trondheim. Questa era il Magnificat, commissionata dal Coro femminile della Cattedrale. Questa esibizione ebbe un riscontro travolgente, che lo portò a parecchie nuove commissioni. Nel 2011 il suo mottetto corale ″Even when He is silent″ (″Anche quando Lui è silente″) ebbe la sua première durante il Festival di Sant'Olav (Olavsfestdagene) a Trondheim. Il mottetto era stato commissionato dal festival e fu eseguito in un evento con il Vescovo di Nidaros, Tor Singaas e l'attrice norvegese internazionalmente acclamata Liv Ullmann. Il brano guadagnò un'ampia attenzione e viene svolto da vari cori in tutto il mondo. Nel Dicembre 2011, fu presentata anche la sua seconda Opera, incentrata sul Natale, commissionata dal Coro da Camera della città. Nel 2013 i suoi ″Even if He is silent″ e ″Cradle Hymn″ furono rilasciate su CD, DVD e Blu-ray nel ″Christmas in Norway″ (Natale in Norvegia) con il Coro di Sant'Olaf a il coro femminile della Cattedrale. Nell'Aprile 2014 il suo Requiem fu eseguito dal Coro maschile della Cattedrale e più tardi fu pubblicato il Magnificat da 2L in CD/Blu-ray e fu nominato ai Grammy Awards 2016 nella categoria Miglior Album con suono Surround. Ha inoltre prodotto numerosi lavori con il poeta Gallo-scozzese Euan Tait, inclusi l'ampiamente acclamato ″Flight Song″ (2014), ″You asked me to speak″ (″Mi hai chiesto di parlare″, un brano che accompagna ″Even if He is silent″), ″Love' Onward Journey″, ″The Call of Peace″ (″La chiamata della Pace″), ″Child of Song″ (2015) e un nuovo lavoro natalizio in cinque movimenti, ″The Christmas Allelujas″ (″Alleluia natalizi″, 2015). Nel 2016, l'Opera chiamata ″The Wound in the Water″ (″La ferita nell'acqua″), presentata dall'ensemble Conspirare, vincitore del Grammy per la Miglior Performance Corale (libretto di Euan Tait).

## Opere
- His Light in Us (2017, libr. Euan Tait), commissionato dal Coro di Sant'Olaf e dal Dott. Anton Armstrong per il Festival di Sant'Olaf 2016
- Holy Spirit Mass (2017), commissionato dal Coro Luterano Nazionale
- The Wound in the Water (70 min, per solo soprano, coro SATB, piano e archi, libr. Euan Tait), Opera in tre parti, commissionata da Festival di Sant'Olav, fp. Cattedrale di Trondheim 2016
- The Christmas Alleluias (25 min, per arpa e coro SATB, 2015, libr. Euan Tait), Opera in cinque movimenti, commissionata da The Valley Chamber Chorale, Stillwater, Minnesota e direttore artistico Carol Carver
- Heartsongs (60 min, per piano, 2014). Pubblicata in CD nel 2014
- Å jul med din glede - a Christmas Suite (30 min, per coro femminile, Tromba, archi e percussioni), commissionato dal Coro femminile della Cattedrale di Nidaros
- Requiem (48 min, per coro, mezzosoprano e orchestra, 2013/14), commissionato dal Coro maschile della Cattedrale di Nidaros
- Star of the East (35 min, per coro, soprano, archi e arpa, 2011), commissionato dal Coro da Camera di Trondheim.
- Magnificat (37 min, per coro femminile o misto, soprano, archi, piano e organo, 2010), commissionato dal coro femminile della Cattedrale di Nidaros
- Norwegian Alleluia (2 min, per coro a cappella, 2014), commissionato dal Baylor A Cappella, Baylor University e dal direttore Alan Raines
- O sacrum convivium (6 mins. per coro a cappella, 2014), commissionato dal Mogens Dahl Chamber Choir.
- Child of Song (6 min, coro SATB a cappella, libr. Euan Tait, 2015), presentato dal gruppo VocalEssence e dal conduttore Philip Brunelle, il 14 maggio 2015 al 40º anniversario del The American Composers Forum, i.m. Stephen Paulus
- Love's Onward Journey (4 min, coro SSAA a cappella, libr. Euan Tait, 2015), presentato dal Manhattan Girls Chorus il 9 giugno 2015 a New York
- You asked me to speak (6 min, per coro SATB, 2015, libr. Euan Tait, 2015),  commissionato dai Kokopelli Choirs, Canada e dal direttore Scott Leithead, fp Febbraio 2015
- Flight Song (4 min, per coro e piano, libr. Euan Tait, 2014), dedicato al coro di Sant'Olaf e al direttore Anton Armstrong.
- Love divine (4 min, per coro femminile e piano, 2013), commissionato dal coro femminile della Cattedrale di Nidaros.
- Calma (4 min, per trombone e organo, 2013), commissionato da Christian Aftret Eriksen.
- Dormi, Jesu (4 min, per coro a cappella, 2012), commissionato da A Cappellissimo.
- Even when He is silent (5 min, per coro a cappella, 2011), commissionato dal Festival di Sant'Olaf (Olavsfestdagene).
- Cradle Hymn (5 min, per coro femminile o misto con piano o organo, o piano con archi, 2010), dedicato al coro femminile della Cattedrale di Nidaros e alla direttrice Anita Brevik.
- Julenatt (4 min, per coro femminile o misto con piano, o archi e flauto, 2009)